# Powiat łódzki wschodni
Powiat łódzki wschodni – powiat w Polsce (województwo łódzkie), utworzony w 1999 roku w ramach reformy administracyjnej. Siedzibą władz jest miasto Łódź.
W 2002 roku z części obszaru wydzielono powiat brzeziński.
Według danych z 31 grudnia 2022 roku powiat zamieszkiwało 74 361 osób. Natomiast według danych z 30 czerwca 2020 roku powiat zamieszkiwało 72 480 osób.

## Geografia

### Położenie i obszar
Powiat łódzki wschodni ma obszar 499,76 km².
Powiat stanowi 2,74% powierzchni województwa łódzkiego.

### Podział administracyjny
W skład powiatu wchodzą (od 1 stycznia 2002):
- gminy miejsko-wiejskie: Koluszki, Rzgów, Tuszyn
- gminy wiejskie: Andrespol, Brójce, Nowosolna
- miasta: Koluszki, Rzgów, Tuszyn

| Lp.   | Herb | Gmina     | Siedziba  | Powierzchnia [km²] | Ludność | Gęstość zaludnienia [osób/km²] |
| ----- | ---- | --------- | --------- | ------------------ | ------- | ------------------------------ |
| 1     |      | Andrespol | Andrespol | 23,34              | 12921   | 553                            |
| 2     |      | Brójce    | Brójce    | 69,02              | 6138    | 88                             |
| 3     |      | Koluszki  | Koluszki  | 157,19             | 23658   | 150                            |
| 4     |      | Nowosolna | Łódź      | 53,98              | 4404    | 82                             |
| 5     |      | Rzgów     | Rzgów     | 66,33              | 9766    | 147                            |
| 6     |      | Tuszyn    | Tuszyn    | 129,90             | 12110   | 93                             |
| Razem | –    | 6         | 6         | 499,76             | 68997   | 138                            |

Powiat łódzki wschodni graniczy z miastem Łódź oraz z pięcioma powiatami województwa łódzkiego: zgierskim, brzezińskim, tomaszowskim, piotrkowskim i pabianickim.

## Demografia

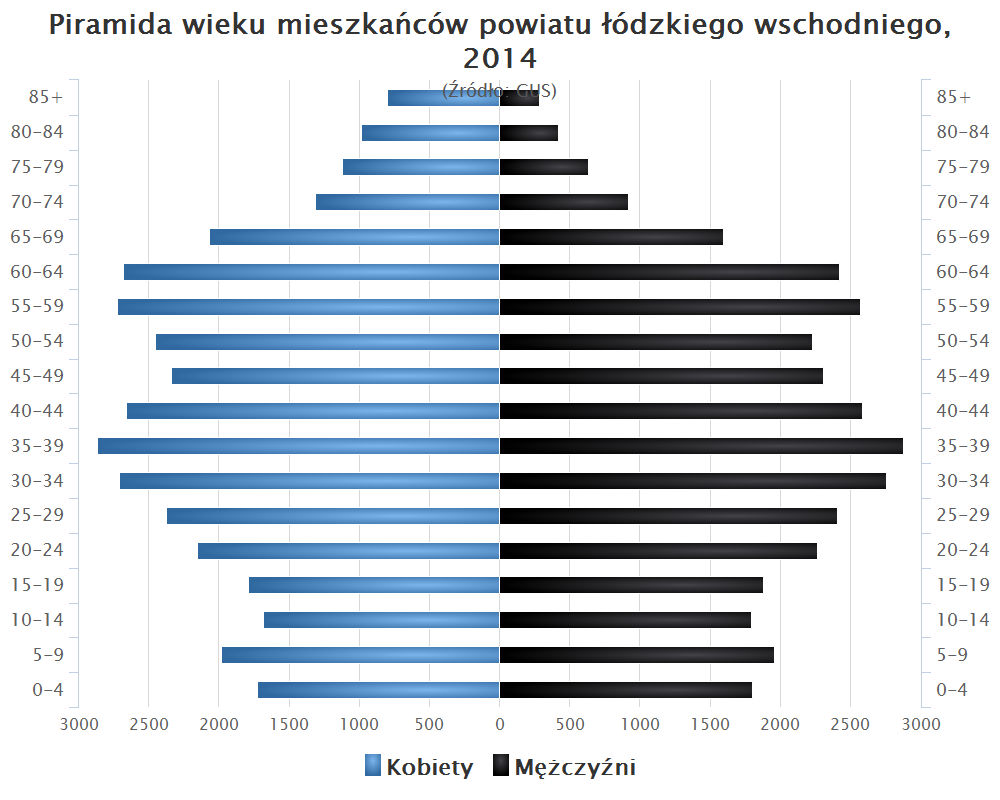
Piramida wieku mieszkańców powiatu łódzkiego wschodniego w 2014 roku

Liczba ludności (dane z 30 czerwca 2012):
|        | Ogółem | Ogółem | Kobiety | Kobiety | Mężczyźni | Mężczyźni |
| osób   | %      | osób   | %       | osób    | %         |           |
| ------ | ------ | ------ | ------- | ------- | --------- | --------- |
| Ogółem | 68 997 | 100    | 35 566  | 51,55   | 33 431    | 48,45     |
| Miasto | 23 658 | 34,29  | 12 394  | 17,96   | 11 264    | 16,33     |
| Wieś   | 45 339 | 65,71  | 23 172  | 33,58   | 22 167    | 32,13     |

▶Wieś vs ▶miasto
Ogółem (▶k, ▶m)
Miasto (▶k, ▶m)
Wieś (▶k, ▶m)

## Starostowie łódzcy wschodni
Na podstawie źródła:
- Mirosław Jan Owczarek (13 listopada 1998 – 18 listopada 2002)
- Andrzej Opala (18 listopada 2002 – 27 listopada 2006)
- Piotr Władysław Busiakiewicz (27 listopada 2006 – 1 grudnia 2014)
- Andrzej Opala (1 grudnia 2014 – 6 maja 2024)
- Mateusz Karwowski (6 maja 2024 – nadal)